# Puchar Palestyny (2017/2018)
Puchar Palestyny 2017–2018 – rozgrywki piłkarskie mające na celu wyłonienie mistrza Palestyny w piłce nożnej. Tytuł ten zdobyła drużyna Hilal Al-Quds.
Zawody miały format pucharowy, przy czym osobna drabinka była dla drużyn ze Strefy Gazy i osobna dla drużyn z Zachodniego Brzegu.

## Puchar Strefy Gazy[1]
p oznaczna wygraną po serii rzutów karnych

### I runda eliminacji
| Drużyna 1       | Wynik           | Drużyna 2       |
| 3 stycznia 2018 | 3 stycznia 2018 | 3 stycznia 2018 |
| --------------- | --------------- | --------------- |
| Al Aqsa         | 1 : 1 (4 : 2 p) | AL Shawka       |
| Al Amal         | 2 : 0           | Al Shafae       |
| Ahli Al Nosirat | 3 : 0           | Al Jazeera      |
| Al Redwan       | 2 : 0           | AL Yarmouk      |
| Al Ataa         | 0 : 0 (3 : 5 p) | Al Zaytoon      |

Raporty

### II runda eliminacji
| Drużyna 1          | Wynik           | Drużyna 2       |
| 7 stycznia 2018    | 7 stycznia 2018 | 7 stycznia 2018 |
| ------------------ | --------------- | --------------- |
| Al Aqsa            | 2 : 2 (7 : 8 p) | Al Awda         |
| Ahli Al Nosirat    | 2 : 1           | Al Esteqlal     |
| Ittihad Dear Balah | 0 : 0 (7 : 6 p) | Ahli Al Burij   |
| Beit Hanoun        | 1 : 1 (2 : 4 p) | Al Mashtal      |
| 8 stycznia 2018    |                 |                 |
| Al Amal            | 1 : 1 (3 : 1 p) | Jamaee Rafah    |
| Al Zaytoon         | 1 : 1 (3 : 4 p) | Namaa           |
| Khadamat Jabalia   | 2 : 0           | Palestine       |
| Shabab Maan        | 2 : 1           | Al Redwan       |

Raporty

### 1/16 finału
| Drużyna 1                    | Wynik           | Drużyna 2           |
| 2 kwietnia 2018              | 2 kwietnia 2018 | 2 kwietnia 2018     |
| ---------------------------- | --------------- | ------------------- |
| Shabab Rafah                 | 1 : 0           | Ahli Beit Hanoun    |
| Al Salah Islamic Association | 4 : 5           | Al Amal             |
| Mojama Islami                | 2 : 2 (2 : 3 p) | Shabab Maan         |
| Shabab Jabalia               | 1 : 0           | Beat Lahia          |
| Hilal Gaza                   | 2 : 1           | Al Tofah            |
| Al Qadesia                   | 0 : 0 (4 : 2 p) | Khadamat Al Maghazi |
| 3 kwietnia 2018              |                 |                     |
| Khadamat Rafah               | 5 : 1           | Al Zaytoon          |
| Shabab Khanyounis            | 3 : 0           | Khadamat Al Nosirat |
| Khadamat Al Shatea           | 1 : 1 (3 : 4 p) | Namaa               |
| Al Jala                      | 2 : 0           | Khadamat Jabalia    |
| Al Sadaka Club               | 4 : 0           | Ittihad Dear Balah  |
| 4 kwietnia 2018              |                 |                     |
| Gaza Sporting Club           | 2 : 0           | Ahli Al Nosirat     |
| Ittihad Shojaeyya            | 5 : 0           | Al Mashtal          |
| Ittihad Khanyounis           | 1 : 1 (4 : 5 p) | Khdamat Dear Balah  |
| Ahli Gaza                    | 2 : 2 (3 : 5 p) | Khadamat Khanyounis |
| Khadamat Al Burij            | 0 : 0 (4 : 5 p) | Al Awda             |

Raporty

### 1/8 finału
| Drużyna 1           | Wynik             | Drużyna 2          |
| 9 kwietnia 2018     | 9 kwietnia 2018   | 9 kwietnia 2018    |
| ------------------- | ----------------- | ------------------ |
| Shabab Khanyounis   | 0 : 0 (5 : 3 p)   | Namaa              |
| Shabab Jabalia      | 1 : 1 (4 : 2 p)   | Ittihad Shojaeyya  |
| Al Qadesia          | 1 : 1 (3 : 5 p)   | Al Amal            |
| Al Sadaka Club      | 5 : 0             | Khdamat Dear Balah |
| 10 kwietnia 2018    |                   |                    |
| Khadamat Rafah      | 2 : 0             | Al Awda            |
| Shabab Rafah        | 2 : 2 (12 : 11 p) | Gaza Sporting Club |
| Hilal Gaza          | 4 : 2             | Shabab Maan        |
| Khadamat Khanyounis | 1 : 2             | Al Jala            |

Raporty

### Ćwierćfinały
| Drużyna 1         | Wynik            | Drużyna 2        |
| 16 kwietnia 2018  | 16 kwietnia 2018 | 16 kwietnia 2018 |
| ----------------- | ---------------- | ---------------- |
| Shabab Khanyounis | 3 : 1            | Al Amal          |
| Shabab Jabalia    | 3 : 0            | Hilal Gaza       |
| 17 kwietnia 2018  |                  |                  |
| Al Sadaka Club    | 3 : 1            | Al Jala          |
| Shabab Rafah      | 1 : 0            | Khadamat Rafah   |

Raporty

### Półfinały
| Drużyna 1         | Wynik            | Drużyna 2        |
| 23 kwietnia 2018  | 23 kwietnia 2018 | 23 kwietnia 2018 |
| ----------------- | ---------------- | ---------------- |
| Al Sadaka Club    | 0 : 2            | Shabab Rafah     |
| Shabab Khanyounis | 2 : 2 (3 : 1 p)  | Shabab Jabalia   |

Raporty

### Finał
| Drużyna 1         | Wynik            | Drużyna 2        |
| 30 kwietnia 2018  | 30 kwietnia 2018 | 30 kwietnia 2018 |
| ----------------- | ---------------- | ---------------- |
| Shabab Khanyounis | 2 : 0            | Shabab Rafah     |

Raporty

## Puchar Zachodniego Brzegu[2]

### I runda eliminacji
p oznaczna wygraną po serii rzutów karnych
| Drużyna 1                     | Wynik           | Drużyna 2          |
| 15 grudnia 2017               | 15 grudnia 2017 | 15 grudnia 2017    |
| ----------------------------- | --------------- | ------------------ |
| Markez Raqam Wahad            | 1 : 1 (7 : 6 p) | Attil              |
| Tammon                        | 1 : 3           | Markez Nour Shams  |
| 16 grudnia 2017               |                 |                    |
| Markez Askar                  | 4 : 0           | Ittihad Nablus     |
| Markez Jenin                  | 0 : 0 (3 : 1 p) | Ahli Qalqilya      |
| 18 grudnia 2017               |                 |                    |
| Silwad                        | 1 : 1 (3 : 4 p) | Shabab Abu Dies    |
| Beit Liqya                    | 1 : 3           | Isawiya            |
| Shuqba                        | 2 : 1           | Jabal Alzayton     |
| 19 grudnia 2017               |                 |                    |
| Alarabi Beit Safafa           | 4 : 1           | Islami Sour Baher  |
| Alshoban Almuslimin           | 2 : 1           | Alkarmel           |
| Dar Salah                     | 1 : 0           | Bani Naeem         |
| Almazra Alsharqiya            | 1 : 0           | Islami Ein Yabrud  |
| Marah Rabah                   | 1 : 0           | Marah Mella        |
| Surif                         | 1 : 0           | Shabab Beit Fajjar |
| Al Mouwathfen - Burj Alluqluq | 2 : 2 (4 : 3 p) | Qibya              |

Raporty

### II runda eliminacji
| Drużyna 1                     | Wynik           | Drużyna 2           |
| 22 grudnia 2017               | 22 grudnia 2017 | 22 grudnia 2017     |
| ----------------------------- | --------------- | ------------------- |
| Marah Rabah                   | 3 : 2           | Alshoban Almuslimin |
| Alarabi Beit Safafa           | 0 : 1           | Joret Alshama       |
| 23 grudnia 2017               |                 |                     |
| Markez Nour Shams             | 3 : 1           | Markez Askar        |
| Markez Raqam Wahad            | 1 : 3           | Markez Jenin        |
| 26 grudnia 2017               |                 |                     |
| Isawiya                       | 2 : 0           | Shuqba              |
| Dar Salah                     | 0 : 0 (4 : 5 p) | Marah Rabah         |
| Surif                         | 1 : 4           | Joret Alshama       |
| Shabab Abu Dies               | 0 : 1           | Ein Alsultan        |
| 27 grudnia 2017               |                 |                     |
| Almazra Alsharqiya            | 3 : 1           | Al Sawahreh         |
| Al Mouwathfen - Burj Alluqluq | 1 : 1 (4 : 5 p) | Sour Baher          |
| 29 grudnia 2017               |                 |                     |
| Isawiya                       | 3 : 1           | Ein Alsultan        |
| 30 grudnia 2017               |                 |                     |
| Almazra Alsharqiya            | 2 : 3           | Sour Baher          |
| Surif                         | 3 : 1           | Dar Salah           |
| 3 stycznia 2018               |                 |                     |
| Ein Alsultan                  | 2 : 1           | Almazra Alsharqiya  |

Raporty

### 1/16 finału
| Drużyna 1         | Wynik            | Drużyna 2          |
| 16 stycznia 2018  | 16 stycznia 2018 | 16 stycznia 2018   |
| ----------------- | ---------------- | ------------------ |
| Hilal Alquds      | 5 : 0            | Markez Jenin       |
| Markez Balata     | 4 : 0            | Marah Rabah        |
| Shabab Alsamu     | 4 : 1            | Jenin              |
| Ahli Al Khalil    | 4 : 0            | Silwan             |
| 17 stycznia 2018  |                  |                    |
| Thaqafi Tulkarm   | 3 : 1            | Markez Nour Shams  |
| Abna Alquds       | 8 : 1            | Joret Alshama      |
| Shabab Alamari    | 4 : 0            | Beit Ommar         |
| Hilal Areeha      | 2 : 2 (2 : 4 p)  | Shabab Alobaideya  |
| 18 stycznia 2018  |                  |                    |
| Shabab Dora       | 1 : 1 (5 : 4 p)  | Palestinian Forces |
| Jabal Mukaber     | 2 : 1            | Sour Baher         |
| Shabab Al Dharia  | 4 : 3            | Islami Qalqilya    |
| Mosaset Al Bireh  | 5 : 1            | Ein Alsultan       |
| 20 stycznia 2018  |                  |                    |
| Taraji Wad Alness | 1 : 2            | Isawiya            |
| Shabab Alkhader   | 4 : 1            | Tubas              |
| Markez Tulkarm    | 6 : 0            | Surif              |
| Shabab Al Khalil  | 1 : 1 (2 : 4 p)  | Shabab Yatta       |

Raporty

### 1/8 finału
| Drużyna 1        | Wynik           | Drużyna 2         |
| 12 lutego 2018   | 12 lutego 2018  | 12 lutego 2018    |
| ---------------- | --------------- | ----------------- |
| Markez Tulkarm   | 0 : 0 (6 : 5 p) | Shabab Yatta      |
| Shabab Dora      | 0 : 0 (4 : 2 p) | Jabal Mukaber     |
| Shabab Alamari   | 2 : 1           | Shabab Alkhader   |
| Hilal Alquds     | 2 : 2 (4 : 2 p) | Shabab Alsamu     |
| 13 lutego 2018   |                 |                   |
| Mosaset Al Bireh | 1 : 0           | Shabab Al Dharia  |
| Thaqafi Tulkarm  | 2 : 1           | Shabab Alobaideya |
| Abna Alquds      | 1 : 2           | Markez Balata     |
| Isawiya          | 1 : 2           | Ahli Al Khalil    |

Raporty

### Ćwierćfinały
| Drużyna 1        | Wynik            | Drużyna 2        |
| 11 kwietnia 2018 | 11 kwietnia 2018 | 11 kwietnia 2018 |
| ---------------- | ---------------- | ---------------- |
| Markez Tulkarm   | 0 : 6            | Markez Balata    |
| Thaqafi Tulkarm  | 2 : 0            | Mosaset Al Bireh |
| Shabab Alamari   | 5 : 2            | Shabab Dora      |
| Hilal Alquds     | 3 : 2            | Ahli Al Khalil   |

Raporty

### Półfinały
| Drużyna 1        | Wynik            | Drużyna 2        |
| 18 kwietnia 2018 | 18 kwietnia 2018 | 18 kwietnia 2018 |
| ---------------- | ---------------- | ---------------- |
| Markez Balata    | 1 : 1 (3 : 4 p)  | Thaqafi Tulkarm  |
| Shabab Alamari   | 0 : 2            | Hilal Alquds     |

Raporty

### Finał
| Drużyna 1    | Wynik        | Drużyna 2       |
| 24 maja 2018 | 24 maja 2018 | 24 maja 2018    |
| ------------ | ------------ | --------------- |
| Hilal Alquds | 3 : 1        | Thaqafi Tulkarm |

Raporty

## Finał Pucharu Palestyny[3]
| 20 czerwca 2018 | Shabab Khanyounis | 3:2 | Hilal Alquds | Stadion Palestyna, Gaza Sędzia: Sameh H. Alqassas |
| 20 czerwca 2018 |                   | 3:2 |              | Stadion Palestyna, Gaza Sędzia: Sameh H. Alqassas |

| 23 czerwca 2018 | Hilal Alquds | 5:1 | Shabab Khanyounis | Malab Fajsal al-Husajni, Ar-Ram Sędzia: Baraa Abu Asheh |
| 23 czerwca 2018 |              | 5:1 |                   | Malab Fajsal al-Husajni, Ar-Ram Sędzia: Baraa Abu Asheh |